# 武岡毅
武岡 毅（たけおか たけし、1999年6月5日 - ）は、日本の柔道家。大阪府出身。階級は66kg級。身長169cm。組み手は右組み。血液型はA型。得意技は大外刈。

## 経歴
柔道は7歳の時にミキハウス柔道教室で始めた。小学校6年の時に全国小学生学年別柔道大会50kg級に出場するも初戦で敗れた。扇中学2年の時に全国中学校柔道大会50kg級の3回戦、3年の時には55kg級の2回戦でそれぞれ敗れた。
足立学園高校へ進むと、1年の時には全国高校選手権の60kg級で5位になった。2年の時にはインターハイで優勝を果たした。3年の時にはインターハイの準決勝で習志野高校3年の市川龍之介に敗れて3位にとどまり2連覇はならなかった。全日本ジュニアでは決勝で日体大2年の杉本大虎に一本背負投で敗れて2位にとどまった。
國學院大學へ進むと、2年の時に全日本ジュニア66kg級で優勝した。世界ジュニアでは決勝まで進むも、ブラジルのウィリアン・リマに技ありで敗れて2位に終わった。
2022年からはパーク24の所属となった。5月の全日本強化選手選考会では決勝で綜合警備保障の相田勇司を小外掛で破って優勝した。10月の講道館杯では決勝で東海大相模高校3年の服部辰成を隅返で破って優勝した。12月のグランドスラム・東京では準決勝で服部に敗れるなどして5位にとどまった。2023年の体重別では準決勝で敗れた。グランドスラム・バクーでは2回戦でリオデジャネイロオリンピック金メダリストであるイタリアのファビオ・バシレを小外掛で破るなどして決勝まで進むも、地元アゼルバイジャンのヤシャル・ナジャフォフに開始早々の内股で敗れて2位に終わった。講道館杯では決勝で会社の先輩である藤阪泰恒を小内巻込で破って2連覇を果たした。
2024年2月のグランドスラム・パリでは準決勝でモンゴルのヨンドンペレンレイ・バスフーを技ありで破ると、決勝では元世界チャンピオンであるミキハウスの丸山城志郎を技ありで破って、IJFワールド柔道ツアー初優勝を飾った。なお、丸山が阿部一二三以外の選手に敗れたのは2018年のアジア大会決勝で韓国のアン・バウルに敗れて以来6年ぶりのことであった。4月の体重別では初戦で明治大学4年の光岡岳人に反則負けを喫した。しかし、最近の実績から世界選手権代表に選出された。5月の世界選手権では決勝まで進むも、SBC湘南美容クリニックの田中龍馬に合技で敗れて2位にとどまった。10月のグランドスラム・アブダビでは準々決勝でフランスのダイキ・ブバに合技で敗れるなどして5位にとどまった。12月のグランドスラム・東京では決勝で藤阪を谷落で破って優勝した。2025年2月のグランドスラム・バクーでは決勝で田中に反則勝ちして優勝した。4月の体重別では準決勝で天理大学3年の顕徳海利に技ありで敗れた。しかしこれまでの実績から、阿部とともに世界選手権代表に選ばれた。6月の世界選手権では決勝でIJF世界ランキング1位のタジキスタンのエモマリを相手に、2分30秒、右からの強烈な出足払で有効を取り、そのまま優勢勝ちで初優勝を決めた。
IJF世界ランキングは3910ポイント獲得で2位（2025年6月16日現在）。

## 戦績
60kg級での戦績
- 2016年 - 全国高校選手権 5位
- 2016年 - インターハイ 優勝
- 2016年 - エクサンプロバンスジュニア国際 優勝
- 2017年 - インターハイ 3位
- 2017年 - 全日本ジュニア 2位
- 2018年 - ブレーメン国際 優勝

66kg級での戦績
- 2019年 - 全日本ジュニア 優勝
- 2019年 - 世界ジュニア 2位
- 2019年 - 講道館杯 5位
- 2020年 - 講道館杯 3位
- 2021年 - 体重別 3位
- 2022年 - 全日本強化選手選考会 優勝
- 2022年 - 講道館杯 優勝
- 2022年 - グランドスラム・東京 5位
- 2023年 - 体重別 3位
- 2023年 - 実業個人選手権 3位
- 2023年 - グランドスラム・バクー 2位
- 2023年 - 講道館杯 優勝
- 2024年 - グランドスラム・パリ 優勝
- 2024年 - 世界選手権 2位
- 2024年 - グランドスラム・アブダビ 5位
- 2024年 - グランドスラム・東京 優勝
- 2025年 - グランドスラム・バクー 優勝
- 2025年 - 体重別 3位
- 2025年 - 世界選手権　優勝

（出典、JudoInside.com）